# Protracheoniscus hirsutulus
Protracheoniscus hirsutulus là một loài chân đều trong họ Trachelipodidae. Loài này được Verhoeff miêu tả khoa học năm 1930.